# Fredi Beleri
Alfred (Fredi) Beleri, gr. Διονύσιος-Φρέντης Μπελέρης, trb. Dionisios-Frendis Beleris (ur. 9 sierpnia 1972 w Himarë) – albański polityk i przedsiębiorca narodowości greckiej, reprezentujący Grecję poseł do Parlamentu Europejskiego X kadencji.

## Życiorys
Urodził się i wychowywał w komunistycznej Albanii. W 1990 po upadku reżimu wyjechał do Grecji, gdzie został ochrzczony i przyjął imię Dionisios. Pracował jako hydraulik na Zakintos i w Atenach, założył własną firmę świadczącą usługi w tej branży. W 2005 podjął studia ze stosunków międzynarodowych i europejskich na Uniwersytecie Panteion w Atenach.
W marcu 1995 był w grupie osób zatrzymanych przez grecką straż graniczną w pobliżu granicy z Albanią za nielegalne przewożenie broni. Pod koniec lat 90. zatrzymani zostali za to skazani na kary między 18 a 20 miesięcy pozbawienia wolności. Sprawę tę łączono z incydentem w Peshkopii z lipca 1994, jednak nie znaleziono dowodów na udział członów tej grupy w tym incydencie.
W 2003 brał udział w proteście przeciwko zgłaszanym nieprawidłowościom w wyborach lokalnych. Jego uczestnicy nieśli greckie flagi i skandowali pro-greckie hasła. Przeciwko liderom protestu, w tym Frediemu Beleriemu, wszczęto postępowanie karne, zarzucając nawoływanie do nienawiści, zniesławienie Republiki Albanii i jej symboli narodowych. W 2006 został wraz z innymi osobami skazany za to na karę 3 lat pozbawienia wolności, objęto go również okresowym zakazem sprawowania funkcji publicznych. W międzyczasie wyjechał do Grecji, a w 2011 doszło do przedawnienia wykonania kary.
W pierwszej połowie lat 90. podjął działalność w organizacji Enosis Chimarioton, wspierającej Greków z miejscowości Himarë. W latach 2006–2008 pełnił funkcję jej sekretarza generalnego, następnie do 2011 zajmował stanowisko prezesa tej organizacji. W 2009 wszedł w skład rady głównej stowarzyszenia albańskich Greków Omonia, w 2014 stanął na czele jego regionalnego oddziału. W 2015 powrócił na stałe do Himarë, zajął się prowadzeniem działalności gospodarczej w sektorze turystycznym i gastronomicznym.
W 2023 wystartował w wyborach na burmistrza Himarë. W maju tegoż roku wkrótce przed dniem głosowania został zatrzymany i następnie tymczasowo aresztowany pod zarzutem korupcji wyborczej. Polityk zaprzeczył zarzutom, uznając je za motywowane politycznie. Po zatrzymaniu został publicznie zaatakowany przez premiera Ediego Ramę, który określił go mianem osła chcącego hellenizować Himarë. Ostatecznie Fredi Beleri został wybrany na burmistrza, jednak z uwagi na izolację więzienną nie objął tego urzędu. W marcu 2024 został uznany za winnego i skazany na karę 2 lat pozbawienia wolności. Wyrok ten został utrzymany następnie w mocy w postępowaniu odwoławczym.
Postępowanie wobec Frediego Beleriego było krytykowane przez greckie władze, wskazujące na wątpliwości co do przestrzegania reguł praworządności w Albanii. W międzyczasie polityk został umieszczony na liście kandydatów Nowej Demokracji premiera Kiriakosa Mitsotakisa w wyborach europejskich w 2024. W wyniku głosowania z czerwca tegoż roku uzyskał mandat posła do Parlamentu Europejskiego X kadencji. Albańskie władze umożliwiły mu złożenie ślubowania, zwalniając go w lipcu 2024 czasowo z jednostki penitencjarnej.